# Бруно фон Саарбрюкен
Бруно фон Саарбрюкен (на немски: Bruno von Saarbrücken, † 1123) от род Валрамиди е, епископ на Шпайер от 1107 до 1123 г.

## Биография
Произлиза от фамилията на графовете на Саарбрюкен, които получават висши служби от Салиите. Той е син на Саар-гауграф Зигеберт I (1080 – 1105) и вероятно дъщерята на гауграф Адалберт II фон Калв. Брат е на Фридрих († 1135, граф на Саарбрюкен) и Адалберт I (канцлер на император Хайнрих V и архиепископ на Майнц от 1111 до 1137 г.). Така той е чичо на Адалберт II (архиепископ на Майнц, 1138 – 1141).
Бруно първо е абат в манастир Лорш. През 1107 г. епископът на Шпайер Гебхард II фон Урах († 1 март 1110) напуска и Бруно го последва като епископ на Шпайер.
Бруно умира през 1123 г. и е последван от Арнолд II фон Лайнинген (от 1124 до 1126).